# Космос-2448
Космос-2448 је један од преко 2400 совјетских вјештачких сателита лансираних у оквиру програма Космос.
Космос-2448 је лансиран са космодрома Тјуратам, Бајконур, Казахстан, 25. децембра 2008. Ракета-носач Протон-М је поставила сателит у орбиту око планете Земље. 